# NGC 2944
NGC 2944 é uma galáxia espiral na direção da constelação de Leo. O objeto foi descoberto pelo astrônomo Johann Palisa em 1886, usando um telescópio refrator com abertura de 12 polegadas. Devido a sua moderada magnitude aparente (+14,2), é visível apenas com telescópios amadores ou com equipamentos superiores. 